# 大里菜桜
大里 菜桜（おおさと なお、2008年1月2日 - ）は、日本のファッションモデル、ロックバンド「ねぎ塩豚丼」のフロントマン、ガールズユニット「ボンクラ」のメンバー、高松市委嘱の「たか松BONSAI大使」である。香川県高松市出身。ハリウッドラテ所属。

## 略歴
リバティー・インターナショナルアカデミー英語バイリンガル保育園を卒園。英語と日本語による幼児教育を受ける。
香川県の盆栽を国内外に広報することを目的にした民間団体「盆人プロジェクト」が製作したPR動画『BONSAIたいそう～国宝級になりたいな』に出演する。香西志帆監督と大里は、ハリウッド・ドリームズ国際映画祭に参加のため渡米、同動画は入賞を果たす。
『BONSAIたいそう～国宝級になりたいな』で踊った大里を含む4名は、盆栽応援ガールズユニット「ボンクラ」として活動を続け、「第8回世界盆栽大会」（2017年4月27日 - 30日、さいたまスーパーアリーナ）に出演する。
高松市から、特産の松盆栽をPRする「たか松BONSAI大使」を委嘱される。知事選PR動画、県政テレビ企画番組への出演など香川県の広報活動に関わる。
『ニコ☆プチ』2020年2月号より、同誌専属モデルとなる。公式ユーチューブチャンネル『ニコ☆プチTV』配信のドラマ「カバーガール」に出演した。
「さぬき映画祭2018」におけるドキュメンタリー作品上映時の朗読、東京国際映画祭の企画で開催された映画製作教室への参加、映画『鬼が笑う』への出演など、映画関係の活動も続けている。

## 人物
- 『めざましテレビ』25周年企画「日本つながるプロジェクト」では、香川県内のランナーの一人を務めた[25][26]。

## 出演

### テレビドラマ
- 裕さんの女房（2021年4月17日、NHK BSプレミアム） - 石原まき子（幼少期） 役
- 二月の勝者-絶対合格の教室-（2021年10月16日 - 12月18日、日本テレビ） - 明智珠洲 役[27]
- ギークス〜警察署の変人たち〜 第2話（2024年7月11日、フジテレビ） - 小湊百合子（青年期） 役[28]

### 映画
- 鬼が笑う（2022年6月17日公開） - 石川まどか（少女期） 役[24][23]
- 近江商人、走る!（2022年12月30日、ラビットハウス） - 楓（幼少期） 役 [29]
- アントニオ猪木をさがして（2023年10月6日、ギャガ）

### 配信ドラマ
- 二月の勝者〜胸騒ぎの自習室〜（2021年11月20日配信、Hulu） - 明智珠洲 役[30]

### テレビ番組
- ベストアーティスト（2021年11月17日、日本テレビ） - NEWSの『未来へ』合唱（『二月の勝者-絶対合格の教室-』主要生徒キャストと共に）[31]
- めざましテレビ（2023年4月 - 、フジテレビ） - イマドキガール

### CM
- 修優舘
- ユニバーサルホーム
- ポケモンカードゲーム サン&ムーン
- 岡山ガス
- ハウス シチューミクス 「ハロウィーンミッキー シチュー篇」(2015年)
- カンコー学生服 (2017年)
- ホンダカーズ岡山 (2018年)
- 任天堂 あつまれどうぶつの森 (2022年)
- 松陰高等学校(2024年)

### 広告
- ABCマート ファッション情報メディア「DOOR」 パステルカラースニーカー（2020年）[32]

## 書籍
書籍
- ちばのぶよ「ビーズで作る おめかしアクセサリー」日東書院本社

### 雑誌
- ニコ☆プチ（2020年2月号 - 2021年6月号、新潮社） - 専属モデル[18]

## 音楽

### ディスコグラフィー

#### アルバム
| 発売日       | 商品名                                  | 歌           | 楽曲                                                                | 備考                    |
| ------------ | --------------------------------------- | ------------ | ------------------------------------------------------------------- | ----------------------- |
| 2019年3月6日 | それいけ! アンパンマン えいごでうたおう | おおさとなお | 「アンパンマンのマーチ」、「アンパンマンたいそう」、「ABCのうた」他 | カラオケ1曲を含む全15曲 |